# Bahnhof Herrsching

Der Bahnhof Herrsching ist eine Betriebsstelle der Bahnstrecke München-Pasing–Herrsching in der oberbayerischen Gemeinde Herrsching am Ammersee. Die Königlich Bayerischen Staatseisenbahnen nahmen den Bahnhof 1903 als Endpunkt der Lokalbahn von Pasing zum Ammersee in Betrieb. Seit 1972 ist er eine Station der S-Bahn München. Das Empfangsgebäude steht unter Denkmalschutz.

## Lage
Der Bahnhof Herrsching liegt westlich des Ortszentrums von Herrsching, etwa 250 Meter östlich des Ammerseeufers. Die Gleisanlagen verlaufen in Nord-Süd-Richtung und erstreckten sich ursprünglich auf einer Länge von 1,1 Kilometern vom nördlichen Herrschinger Ortsrand bis zur Seestraße, an der die Gleise endeten. Nach mehreren Rückbauten enden die Gleisanlagen heute bereits etwa 300 Meter nördlicher nahe dem Empfangsgebäude. Im nördlichen Bahnhofsbereich überquert die Rieder Straße mit einem beschrankten Bahnübergang die Gleisanlagen. Im Osten wird der Bahnhof von der Ladestraße, dem Bahnhofsplatz und der Straße Zum Landungssteg begrenzt, im Westen von der Baderstraße. Südlich des Empfangsgebäudes unterquert der Kienbach den Bahnhofsbereich. Das Empfangsgebäude hat die Adresse Bahnhofsplatz 1 und 3.
Herrsching ist Endpunkt der eingleisigen und elektrifizierten Hauptbahn aus München-Pasing (VzG-Nummer 5541) und liegt an deren Streckenkilometer 30,946.

## Geschichte

### Errichtung und erste Ausbauten
Am 30. Juni 1900 genehmigte der bayerische Prinzregent Luitpold die Errichtung einer Lokalbahn von Pasing nach Herrsching. In der ursprünglichen Planung sollte der Endbahnhof Herrsching nahe der Schönbichlstraße am Fuß der Leitenhöhe liegen. Im Zuge einer Umplanung der Streckenführung im Bereich von Steinebach wurde der Bahnhof stattdessen etwa 600 Meter weiter westlich nahe dem Ammerseeufer errichtet. Im Juli 1902 begannen die Bauarbeiten am Bahnhof. Da die Herrschinger Bahnanlagen auf einem Bahndamm zu liegen kamen, mussten größere Erdarbeiten durchgeführt werden.
Am 1. Juli 1903 nahmen die Königlich Bayerischen Staatseisenbahnen den Bahnhof Herrsching als Station zweiten Ranges in Betrieb. Als Endstation der Lokalbahn war der Bahnhof mit drei Hauptgleisen und einem Abstellgleis ausgestattet; es waren ein zweiständiger Lokschuppen, ein Maschinenhaus, ein Wasserhaus und eine Drehscheibe vorhanden. Zudem verfügte der Bahnhof über eine sieben Meter lange Gleiswaage mit einer Tragkraft von 30 Tonnen. An Personal waren in Herrsching ein Stationsvorstand, der zugleich Betriebsleiter der Strecke Pasing–Herrsching war, ein Stellvertreter des Stationsvorstandes und vier Bedienstete zur Beihilfe im Stationsdienst stationiert.
Von Beginn an hatte der Bahnhof Herrsching große Bedeutung im Ausflugsverkehr zum Ammersee und zum Kloster Andechs. Die Kapazität des Bahnhofs reichte jedoch für die steigende Zahl an Zügen nicht mehr aus. 1904 musste der Bahnhof an Wochenenden bis zu vier Zuggarnituren aufnehmen, sodass die Bayerischen Staatsbahnen neben den Hauptgleisen die Ladegleise zur Zugabstellung nutzten. Dadurch wurde jedoch der Güterverkehr beeinträchtigt und die Güterwagen mussten bei starkem Ausflugsverkehr im Nachbarbahnhof Seefeld-Hechendorf abgestellt werden. Zur Verbesserung der Kapazität bauten die Bayerischen Staatsbahnen den Bahnhof daher von 1905 bis 1906 aus und errichteten ein zusätzliches Abstellgleis. Im Zuge der Erweiterung wurden 457 Meter Gleis neu verlegt und drei zusätzliche Weichen eingebaut. 1905 errichtete die Gemeinde Herrsching für den Ausflugsverkehr einen Informationspavillon im neuklassizistischen Stil gegenüber dem Empfangsgebäude.
Zur weiteren Verbesserung der Kapazität nahmen die Königlich Bayerischen Staatseisenbahnen zwischen 1906 und 1910 ein mechanisches Stellwerk in Betrieb. Zum 1. Dezember 1910 lösten sie die in Herrsching untergebrachte Betriebsleitung für die Lokalbahn Pasing–Herrsching auf. 1910 und 1913 bauten die Königlich Bayerischen Staatseisenbahnen zwei Dienstwohngebäude für das Bahnpersonal.

### Elektrifizierung und S-Bahn-Betrieb
Im Zuge der Elektrifizierung der Strecke Pasing–Herrsching versah die Deutsche Reichsbahn die Gleise des Bahnhofs von 1924 bis 1925 mit Oberleitungen, am 1. August 1925 nahm sie den elektrischen Betrieb nach Herrsching auf. Lokschuppen und Drehscheibe wurden nach der Elektrifizierung nicht mehr benötigt; der Lokschuppen blieb jedoch bis Anfang der 1950er Jahre vorhanden.
In den letzten Monaten des Zweiten Weltkriegs war aufgrund der Überbelegung der Herrschinger Hilfslazarette ein Lazarettzug im Bahnhof aufgestellt.
1953 verlegte die Deutsche Bundesbahn (DB) den Schrankenposten, der sich bis dahin nördlich des Lokschuppens befunden hatte, direkt an den Bahnübergang Rieder Straße. Im selben Jahr löste sie die Bahnmeisterei Herrsching, die für die Strecke Pasing–Herrsching zuständig war, auf. In den 1950er Jahren waren in Herrsching pro Schicht fünf Eisenbahner beschäftigt: ein Dienststellenleiter, ein Fahrdienstleiter, ein Weichen- und Schrankenwärter, ein Bahnhofsarbeiter und ein Güterladedienstmann. Die DB erhob den Bahnhof Herrsching 1960 zur Hauptdienststelle, der die Nebendienststellen Seefeld-Hechendorf, Steinebach, Weßling und Gilching-Argelsried untergeordnet waren. Das Bahnhofspersonal wurde zugleich um einen Vertreter des Dienststellenleiters ergänzt. Zum 1. März 1978 wandelte die DB die Hauptdienststelle Herrsching in eine Nebendienststelle und zum 1. März 1980 in eine Außenstelle des Bahnhofs München-Pasing um. Am 1. Dezember 1984 löste sie die Außenstelle Herrsching schließlich endgültig auf.

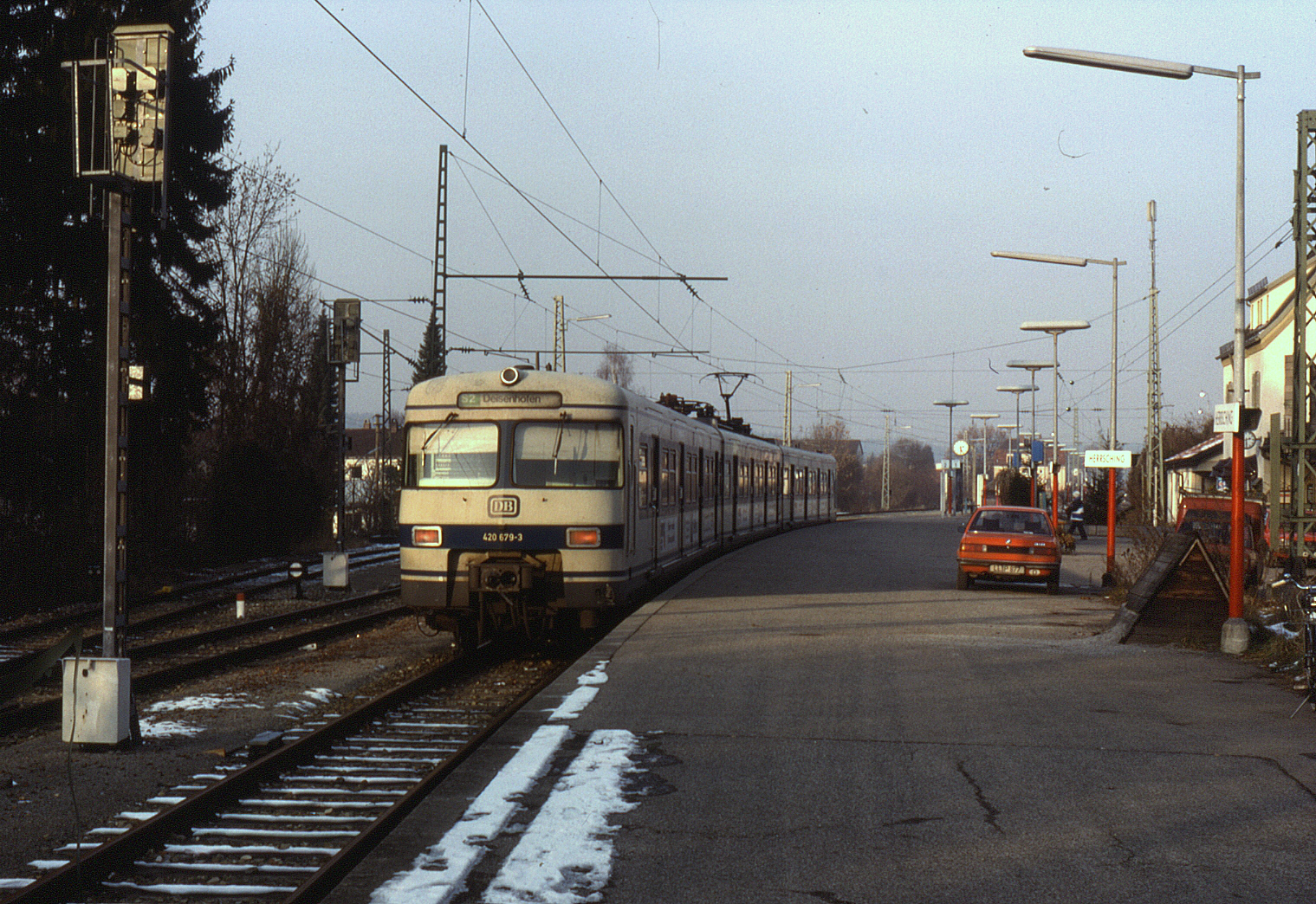
Bahnsteig mit S-Bahn-Triebwagen der Baureihe 420 (1989)

Für den geplanten S-Bahn-Betrieb baute die Deutsche Bundesbahn den Bahnhof Herrsching ab 1969 um und stattete ihn mit einem neuen, erhöhten Mittelbahnsteig aus. Die S-Bahn München nahm am 28. Mai 1972 den Betrieb auf und Herrsching wurde Endstation der Linie S 5. 1985 ersetzte die DB das mechanische Stellwerk mit einem Kostenaufwand von fünf Millionen D-Mark durch ein neues Spurplandrucktastenstellwerk. Zum 1. September 1994 stellte die Deutsche Bahn den Güterverkehr am Bahnhof Herrsching ein. In der Folge wurden die Ladegleise und die Weichen im Südkopf des Bahnhofs abgebaut, ein Umsetzen ist seitdem nicht mehr möglich.
Von März 2013 bis Oktober 2014 baute die Deutsche Bahn den Herrschinger Bahnhof barrierefrei aus. Dabei wurden Bahnsteig und Gleisanlagen nach Norden verschoben und beginnen nun erst nördlich des Empfangsgebäudes. Anstelle der bisherigen Unterführung vom Bahnsteig zur Westseite der Gleise entstand eine ebenerdige Verbindung am neuen Südende der Gleise. Am Nordende errichtete die DB eine neue Unterführung zur Anbindung des Bahnsteigs. Bis September 2015 wurde auf der ehemaligen Ladestraße eine P+R-Anlage angelegt.

## Aufbau

### Empfangsgebäude

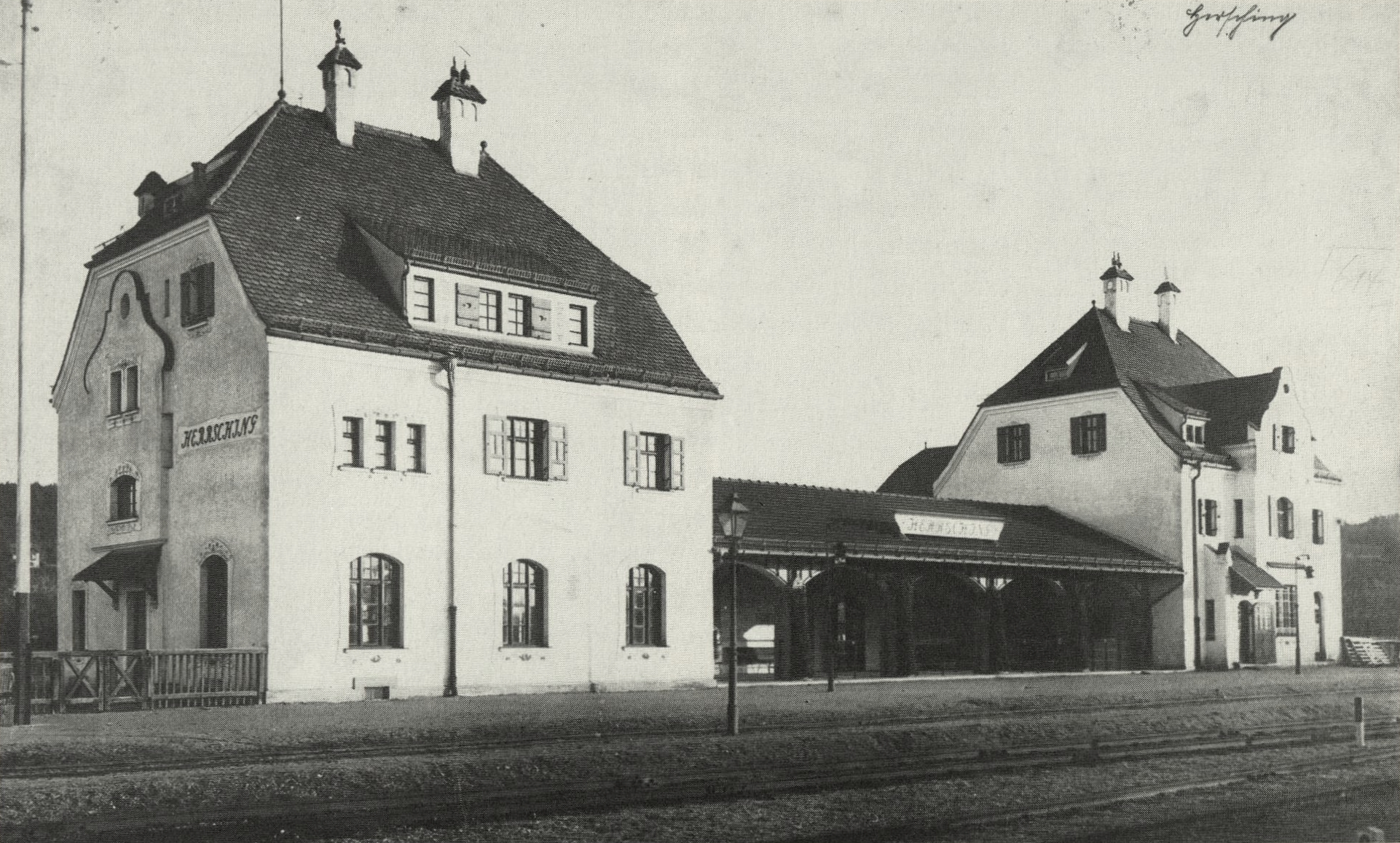
Empfangsgebäude von der Gleisseite (1903)

Als Endstation und Sitz der Betriebsleitung erhielt der Bahnhof Herrsching das größte Empfangsgebäude entlang der Lokalbahn Pasing–Herrsching. Das Gebäude ist in Formen des Jugendstils gehalten und weist einen malerischen und volkstümlichen Charakter auf. Der insgesamt 46 Meter lange Bau besteht aus zwei zweigeschossigen Kopfbauten mit traufständigen Krüppelwalmdächern, die durch eine 22 Meter lange eingeschossige Wartehalle verbunden sind. Die Wartehalle war durch ursprünglich fünf Arkaden zur Gleisseite hin geöffnet und bot Platz für 350 Personen. Das Satteldach der Wartehalle wird von Pfeilern mit Rillendekor getragen, die Triglyphen, dorischen Tempelfriesen, nachempfunden sind. Die Arkadenzwickel sind mit Riffelputzfeldern verziert. Der südliche Kopfbau verfügt auf der Gleis- und Straßenseite über Mittelrisalite mit Schweifgiebel, der nördliche Kopfbau ist auf der Nordseite mit einem als dünne Schicht aufgetragenen Schmuckerker versehen. Auf die Dächer beider Kopfbauten sind zur Gleis- und Straßenseite Schleppgauben aufgesetzt. Ursprünglich waren an allen Fenstern und Türen geschwungene Putzrahmungen mit farbig aufgemalten Pflanzenornamenten vorhanden; die Fenster sind zudem mit schmiedeeisernen Fenstergittern ausgestattet, die Pflanzenmotive aufweisen.
Im südlichen Kopfbau waren zur Eröffnungszeit drei Diensträume, von denen im Winter nur zwei genutzt wurden, und zwei geschlossene Warteräume untergebracht. Der nördliche Kopfbau diente als Wohngebäude und enthielt fünf Dienstwohnungen für das Bahnpersonal. Für das mechanische Stellwerk entstand auf der Gleisseite des südlichen Kopfbaus zwischen 1906 und 1910 ein Stellwerksvorbau.
1938 baute die Deutsche Reichsbahn das Empfangsgebäude um. Sie verkleinerte die offene Wartehalle um einen Arkadenbogen und richtete an dieser Stelle einen Gepäckraum und den Fahrkartenschalter ein. Im Bereich des bisherigen Gepäckraums wurde eine Toilettenanlage errichtet. Im Zuge der Modernisierung wurde der farbige Fassadendekor entfernt, wodurch das Gebäude nüchterner und strenger als zur Erbauungszeit wirkt. 1950 nahm im ehemaligen Wartesaal eine Bahnhofswirtschaft den Betrieb auf.
2017 befanden sich im Empfangsgebäude ein Reisezentrum, Bahnhofstoiletten, ein Kiosk und eine Gaststätte. Das Gebäude steht unter Denkmalschutz.

### Weitere Hochbauten

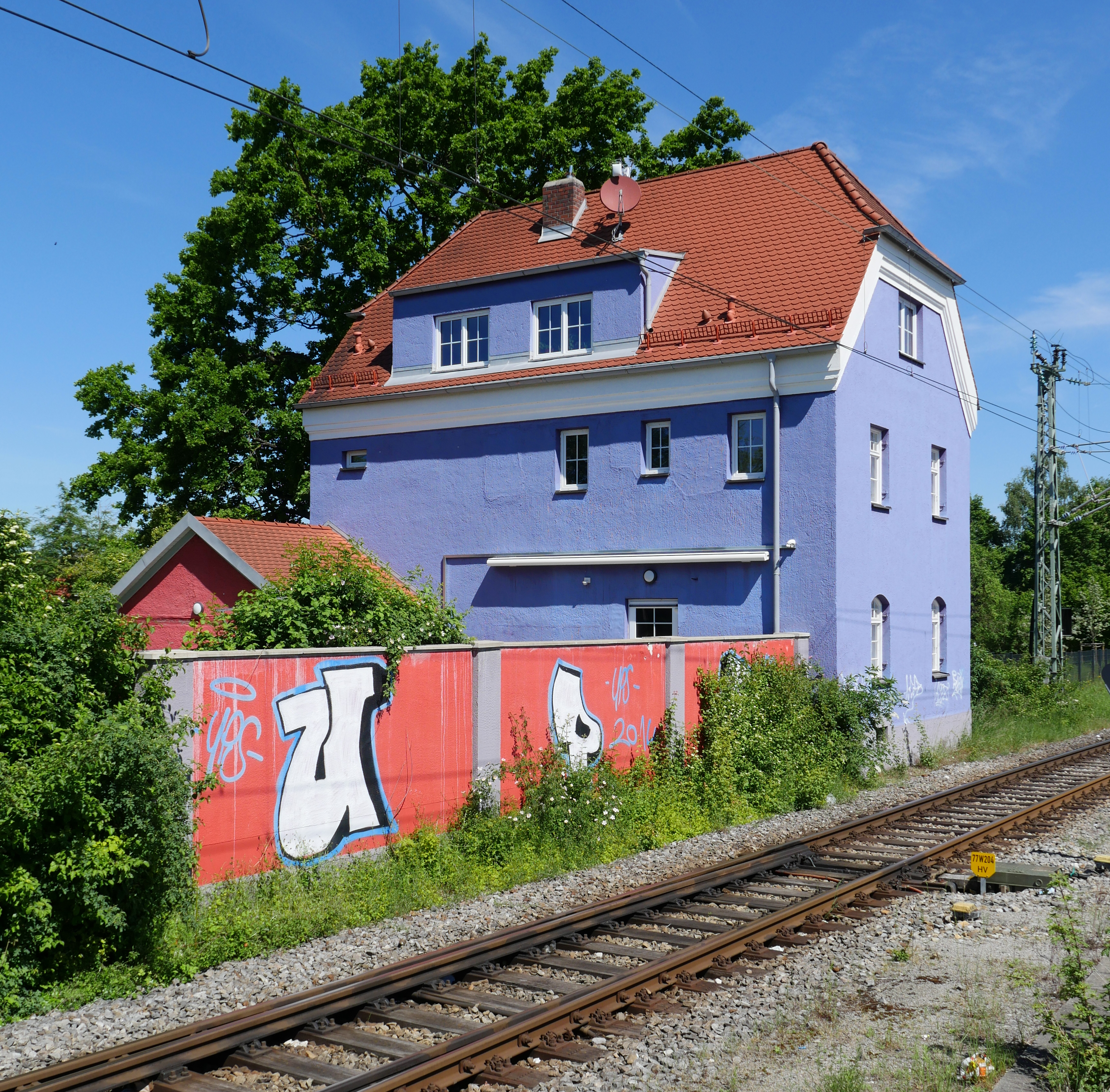
Wohntrakt des Lokschuppens (2019)

Nördlich des Empfangsgebäudes errichteten die Königlich Bayerischen Staatseisenbahnen ein eingeschossiges Nebengebäude mit Walmdach, in dem sich die Bahnhofstoiletten und eine Waschküche für die Bahnbediensteten befanden. Nach der Verlegung der Toiletten ins Empfangsgebäude diente das Nebengebäude ab den 1930er Jahren als Fahrradeinstellhalle; 1977 wurden Geschäftsräume darin untergebracht. Anfang Mai 1983 brach die Deutsche Bundesbahn das Nebengebäude ab. An seiner Stelle errichtete sie bis 1985 ein eingeschossiges Gebäude mit Krüppelwalmdach für das neue Spurplandrucktastenstellwerk.
Weiter nördlich war für die Güterabfertigung ein hölzerner Güterschuppen mit Laderampe vorhanden, der nach 2006 abgebrochen wurde.
Westlich der Gleise befand sich der zweiständige Lokomotivschuppen in Fachwerkbauweise, an den ein zweigeschossiger Wohntrakt mit giebelständigem Krüppelwalmdach angebaut war. Im Wohntrakt waren 1903 zwei Dienstwohnungen und zwei Übernachtungsräume untergebracht. Anfang der 1950er Jahre brach die Deutsche Bundesbahn den Lokschuppen ab; der Wohntrakt blieb erhalten und wird weiterhin für Wohnzwecke genutzt.
Für die Bahnmeisterei war ein eigenes Gebäude vorhanden, das sich gegenüber dem Nebengebäude am Bahnhofsplatz befand.

### Bahnsteige und Gleisanlagen

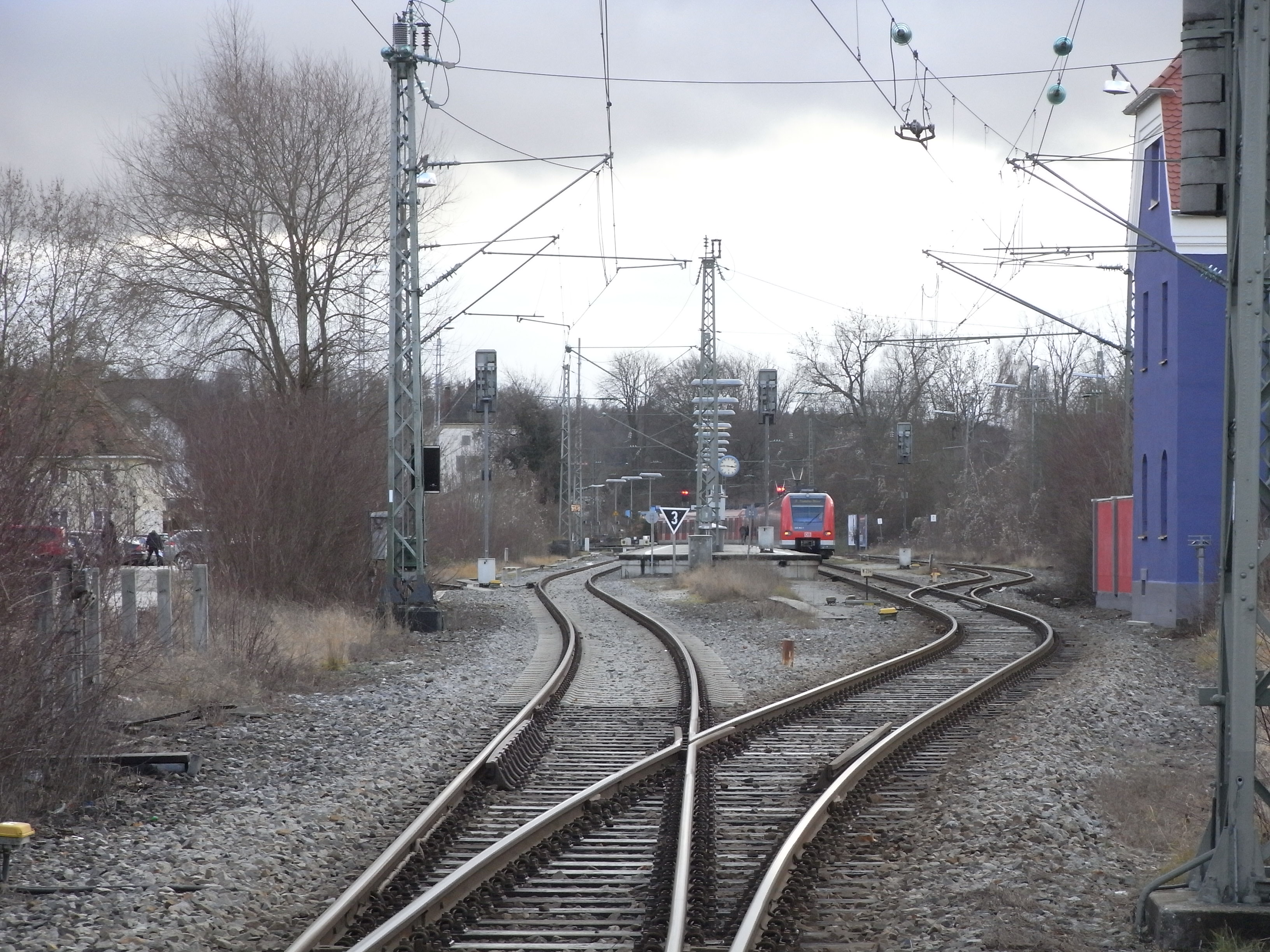
Gleisanlagen vom Bahnübergang, rechts der Wohntrakt des Lokschuppens (2012)

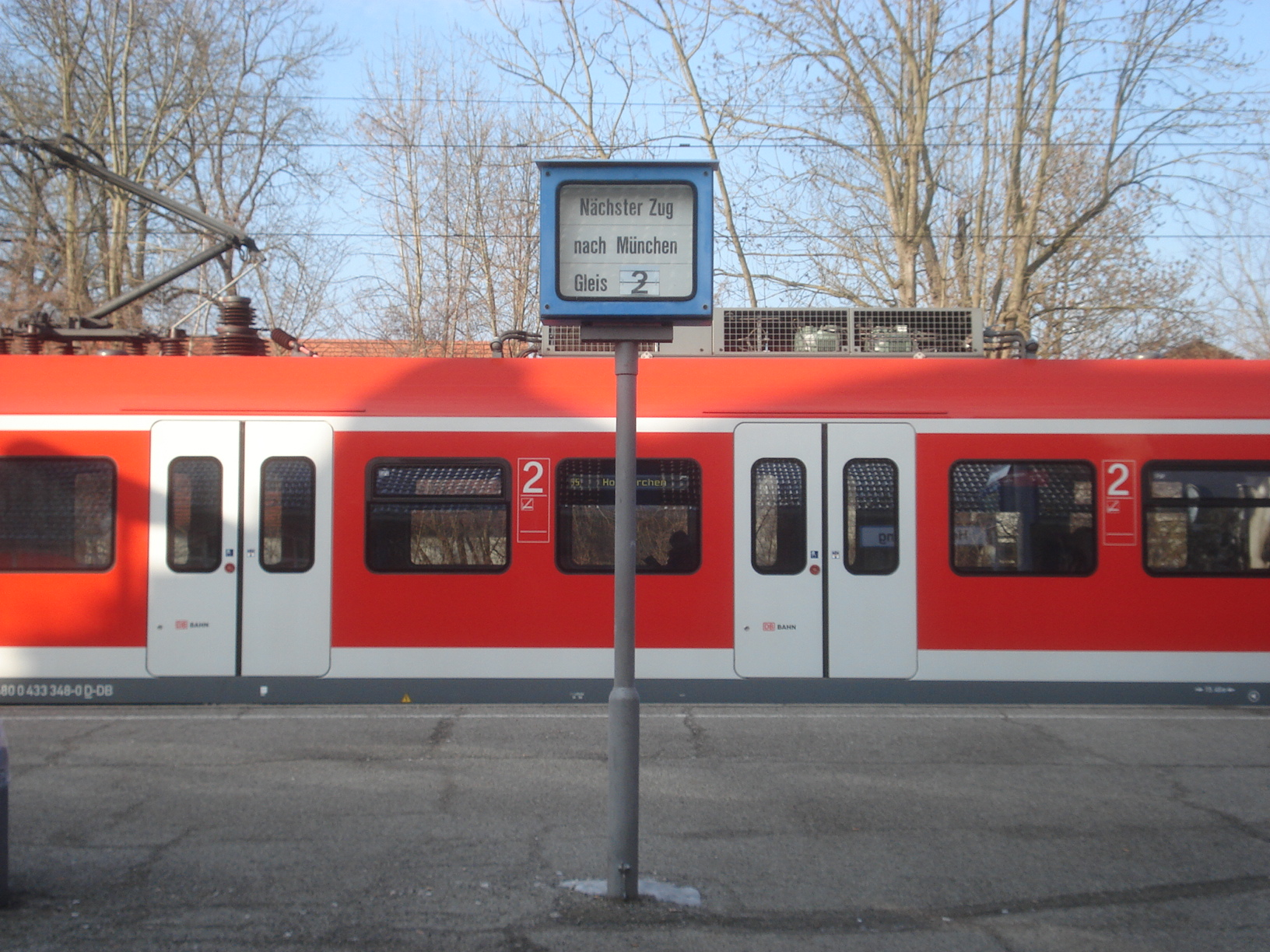
Fallblattanzeiger am Bahnsteig (2009). Abweichend von anderen Anzeigern der S-Bahn München wurden nur die Gleise der abfahrenden Züge angezeigt.

In Herrsching waren von Beginn an drei Hauptgleise westlich des Empfangsgebäudes vorhanden, die an einem Hausbahnsteig und zwei Zwischenbahnsteigen lagen. Östlich der Hauptgleise befand sich nördlich des Empfangsgebäudes der Güterbereich mit einem beidseitig angebundenen Ladegleis, von dem zwei Stumpfgleise abzweigten. Das nördliche der Stumpfgleise band die Ladestraße, das südliche den Güterschuppen an. Auf der Westseite der Gleise lag die Lokomotivstation mit dem Lokschuppen, der Drehscheibe und einem beidseitig angebundenen Abstellgleis. Nach Süden liefen die Gleisanlagen zu zwei Ausziehgleisen zusammen, die vor der Seestraße endeten. Im Nordkopf des Bahnhofs zweigten ab 1906 zwei Abstellgleise ab, die auf beiden Seiten parallel zum Streckengleis nach Norden verliefen.
Im Zuge des S-Bahn-Ausbaus ersetzte die Deutsche Bundesbahn die Zwischenbahnsteige durch einen 76 cm hohen und 210 m langen Mittelbahnsteig zwischen den Hauptgleisen 1 und 2. Gleis 1 wurde dabei zum Stumpfgleis zurückgebaut und endete fortan nördlich des Empfangsgebäudes, sodass ein direkter Zugang vom Empfangsgebäude zum Mittelbahnsteig bestand. Zur Fahrgastinformation kamen von 1972 bis 2014 Fallblattanzeiger zum Einsatz. Nach 1994 baute die Deutsche Bahn die Ladegleise und die Weichen im Südkopf ab, sodass die Gleise 2 und 3 ebenfalls zu Stumpfgleisen wurden. Beim barrierefreien Ausbau bis 2014 verschob die DB den Mittelbahnsteig und die Gleise 2 und 3 nach Norden, erhöhte den Bahnsteig auf 96 cm und stattete ihn mit einem Bahnsteigdach aus. Neben den Bahnsteiggleisen 1 und 2 und dem Abstellgleis 3 ist nördlich des Bahnübergangs weiterhin ein zusätzliches Abstellgleis östlich des Streckengleises vorhanden.
| vergrößern und Informationen zum Bild anzeigenGleispläne des Bahnhofs Herrsching 1938 und 2018 |

### Stellwerke und Sicherungstechnik
Bei der Eröffnung des Bahnhofs wurden die Weichen des Bahnhofs vor Ort gestellt. Zwischen 1906 und 1910 nahmen die Königlich Bayerischen Staatseisenbahnen ein mechanisches Stellwerk der Bauart Krauss in Betrieb, über das die Weichen und Formsignale des Bahnhofs gestellt wurden. Das Einfahrsignal des Bahnhofs wurde aufgrund der großen Stellentfernung hingegen durch den Schrankenwärter am Bahnübergang der Rieder Straße gestellt. Die Schranken an der Rieder Straße wurden zunächst über eine Handkurbel gestellt, später stellte die Deutsche Bundesbahn den Bahnübergang auf elektrischen Antrieb um.
Am 23. Juli 1985 nahm die Deutsche Bundesbahn anstelle des mechanischen Stellwerks ein Spurplandrucktastenstellwerk der Siemens-Bauart SpDr S600 in Betrieb und ersetzte die Formsignale durch Lichtsignale nach dem H/V-Signalsystem. Neben dem Bahnhof Herrsching stellt das neue Stellwerk Hf den Bahnhof Seefeld-Hechendorf fern. Die DB nahm den Schrankenposten außer Betrieb und stattete den Bahnübergang Rieder Straße mit einer zugbedienten Schrankenanlage aus. Ab dem 16. August 1991 wurde das Drucktastenstellwerk aus der Betriebssteuerzentrale in München-Pasing ferngesteuert. Am 21. April 2013 übernahm die Betriebszentrale München die Fernsteuerung des Herrschinger Stellwerks über das ESTW München-Südwest.

## Verkehr
Ab der Eröffnung endeten in Herrsching 1903 täglich drei Zugpaare aus München Centralbahnhof, die an den Wochenenden im Sommer durch zwei zusätzliche Badezüge ergänzt wurden. Aufgrund des hohen Verkehrsaufkommens erhöhten die Königlich Bayerischen Staatsbahnen in den folgenden Jahren die Zahl der Personenzüge, sodass im Sommerfahrplan 1914 an Werktagen bereits acht Zugpaare und an den Sonn- und Feiertagen bis zu 15 Züge zwischen München und Herrsching verkehrten. Durch die Elektrifizierung konnte die Deutsche Reichsbahn die Zugzahlen weiter erhöhen: ab 1925 war Herrsching an Werktagen Endpunkt von 14 Zugpaaren aus München, an Tagen mit Ausflugsverkehr wurden bis zu 17 Züge eingesetzt. Bis zum Sommerfahrplan 1939 stieg das Zugangebot auf 18 Zugpaare an Werktagen und 25 Zugpaare an Sonntagen mit schönem Wetter an. Nach dem Zweiten Weltkrieg ging das Angebot zunächst zurück, 1947 fanden an Werktagen nur noch 14 Fahrten statt. Im Sommerfahrplan 1953 wurde der Bahnhof Herrsching wieder von 19 bis 20 Zugpaaren pro Tag bedient; in den folgenden Jahren blieben die Zugzahlen weitgehend konstant.
Mit der Aufnahme des S-Bahn-Betriebs verkehrte ab dem 28. Mai 1972 die Linie S 5 im 20- bis 40-Minuten-Takt von München Ostbahnhof nach Herrsching. Seitdem ist der Bahnhof Herrsching in den Münchner Verkehrs- und Tarifverbund (MVV) integriert. Seit Dezember 2009 endet anstelle der S 5 die Linie S 8 in Herrsching, die zum Flughafen München fährt.
| Linie | Strecke | Taktfrequenz    |
| ----- | --- | --------------- |
| S8    | Herrsching – Seefeld-Hechendorf – Steinebach – Weßling – Neugilching – Gilching-Argelsried – Geisenbrunn – Germering-Unterpfaffenhofen – Harthaus – Freiham – Neuaubing – Westkreuz – Pasing – Laim – Hirschgarten – Donnersbergerbrücke – Hackerbrücke – Hauptbahnhof – Karlsplatz (Stachus) – Marienplatz – Isartor – Rosenheimer Platz – Ostbahnhof – Leuchtenbergring – Daglfing – Englschalking – Johanneskirchen – Unterföhring – Ismaning – Hallbergmoos – Flughafen Besucherpark – Flughafen München | 20-Minuten-Takt |

Der Güterverkehr war am Bahnhof Herrsching stets von geringer Bedeutung. Es wurden unter anderem landwirtschaftliche Produkte, Vieh, Kohlen und Stückgut verladen. Zum 1. September 1994 gab die Deutsche Bundesbahn den Wagenladungsverkehr in Herrsching auf, seitdem findet kein Güterverkehr mehr statt.
Am Busbahnhof auf dem Bahnhofsplatz halten Buslinien in Richtung Stegen, Andechs und Starnberg, die in den Münchner Verkehrs- und Tarifverbund integriert sind.